# Ésteres etílicos de ácido ômega-3
Os ésteres etílicos do ácido ômega-3 são os ácidos graxos ômega-3, ácido eicosapentaenóico (EPA) e ácido docosahexaenóico (DHA), encontrados no óleo de peixe .  Juntamente com as mudanças na dieta, eles são usados para tratar níveis elevados de triglicerídeos no sangue, o que pode reduzir o risco de pancreatite .   Eles são geralmente menos preferidos do que as estatinas e seu uso não é recomendado pelo NHS Scotland, pois as evidências não comprovam uma diminuição do risco de doenças cardíacas .    Os ésteres etílicos do ácido ômega-3 são administrados por via oral. 
Os efeitos colaterais comuns incluem arrotos, náuseas e dor abdominal.   Os efeitos colaterais graves podem incluir problemas no fígado e anafilaxia .  Embora o uso na gravidez não tenha sido bem estudado, alguns ácidos graxos ômega-3 parecem benéficos.  Como isso funciona não está totalmente claro. 
Os medicamentos à base de éster etílico do ácido ômega-3 foram aprovados para uso médico na União Europeia em 2000 e nos Estados Unidos em 2004.    Está disponível como medicamento genérico e sem receita médica .   Um fornecimento de um mês no Reino Unido custa ao NHS cerca de £ 6 em 2019.  Nos Estados Unidos, o custo de atacado desse valor é de cerca de 7,50 dólares americanos.  Em 2017, foi o 158º medicamento mais comumente prescrito nos Estados Unidos, com mais de três milhões de prescrições.  